# Battaglia di Beachy Head (1690)
La battaglia di Beachy Head, conosciuta anche come battaglia di Bévéziers, fu una battaglia combattuta il 10 luglio 1690 durante la guerra dei nove anni. Finì con la vittoria dei francesi ed è considerata la loro più significativa vittoria in ambito marittimo durante la guerra. Durante la battaglia ci furono svariate perdite: gli olandesi persero numerose navi di linea e tre navi da fuoco, gli alleati inglesi una nave di linea, mentre i francesi nessuna nave. Il controllo della Manica cadde temporaneamente in mano ai francesi, ma il vice ammiraglio Anne Hilarion de Tourville francese non riuscì a inseguire la flotta anglo-olandese con sufficiente vigore, permettendole di ripiegare nel Tamigi.
Tourville fu criticato per non aver inseguito la vittoria e venne sollevato dal comando. L'ammiraglio della Royal Navy Arthur Herbert, sconsigliò di combattere la flotta francese ma fu respinto dalla regina Maria II d'Inghilterra e dai suoi ministri e processato dalla corte marziale per la prestazione avuta in battaglia. Sebbene fosse stato assolto, il re Guglielmo III d'Inghilterra lo congedò dal servizio.